# Luke Irvine
Lucas Lee Irvine (nacido en  Grove, Oklahoma, Estados Unidos, el 1 de diciembre de 1988) es un Lanzador de béisbol profesional, que juega para los Leones del Caracas en la Liga Venezolana de Béisbol Profesional (LVBP).